# Someșul Mare
Someșul Mare (Store Someș, ungarsk: Nagy-Szamos) er en flod der løber i det nordvestlige Rumænien, med udspring i distriktet Bistrița-Năsăud i Rodna-bjergene ved sammenløbet af to kildefloder - Preluci og Zmeu. Someșul Mare løber mod vest gennem Rodna, Năsăud og Beclean, indtil den møder Someșul Mic ved Mica, opstrøms for Dej. Den er 130 km lang og dens afvandingsområde er 5.033. Nedstrøms fra dens sammenløb med Someșul Mic kaldes floden Someș.

## Byer og landsbyer
Følgende byer og landsbyer ligger langs floden Someșul Mare, fra kilde til udmunding: Șanț, Rodna, Maieru, Sângeorz-Băi, Ilva Mică, Feldru, Năsăud, Salva, Nimigea, Chiuza, Beclean, Petru og Mica.